# Autoroute espagnole B-24
Pour les articles homonymes, voir B24.
L'autoroute B-24 est une autoroute urbaine qui permet d'accéder à Barcelone depuis Vallirana. 

Elle est en construction entre Vallirana et Ordal. Une fois que ce tronçon sera fini, elle va prolonger l'A-7 en projet jusqu'à Vilafranca del Penedès.
Elle prolonge la N-340 à Vallirana pour ensuite l'absorber jusqu'à la connexion avec l'A-2.
D'une longueur de 6 km environ, elle relie les communes de l'ouest de Barcelone (Vallirana, Ordal...) de la comarque Baix Llobregat à l'A-2 qui accède dans la capitale de la Catalogne.
Elle est composée de deux échangeurs jusqu'à l'A-2

## Tracé
- Sur le prolongement de la N-340 (futur A-7) à hauteur de Vallirana, elle absorbe peu à peu la nationale jusqu'à ce qu'elle se connecte à l'A-2 à Pallejà.
- Elle dessert les communes de la banlieue proche à l'ouest de Barcelone

## Sorties
| Numéro de la sortie | Nom de la sortie | Bifurcation |
| ------------------- | --- | ----------- |
|                     | Ronda de Dalt - Ronda de Littoral - Barcelone Nord - Barcelone-Avendia Diagonal L'Hospitalet de Llobregat - Cornellà de Llobregat - El Prat de Llobregat Port de Barcelone - Aéroport international de Barcelone Lleida - Cervera Tarragone - Saragosse - Valence AP-7 | A-2         |
| 01                  | Urbanisation Can Vidal - Can Mascaro Cervello | N-340a      |
| 02                  | Vallirana Est | N-340a      |
| 03                  | Vallirana Ouest | N-340a      |
|                     | Ordal - Vilafranca del Penedès | N-340       |
|                     | Section en projet Vallirana - Vilafranca del Penedès | B-24        |